# Her Smell
Pour plus de détails, voir Fiche technique et Distribution.
Her Smell est un film dramatique américain réalisé par Alex Ross Perry et sorti en 2018.

## Synopsis
Her smell raconte l'histoire de Becky, chanteuse rock aussi douée que paumée. Tour à tour entourée des membres de son groupe, de son manager ou de son ex-mari, cette œuvre de fiction nous plonge dans les tourments d'une artiste, à la fois sous l'emprise de la drogue et jeune maman.

## Détail de l'intrigue
Le film est raconté à partir de cinq scènes distinctes, ponctuées de quelques extraits du début de carrière du groupe.
Dans la première scène, le groupe punk rock Something She termine un spectacle et la chanteuse principale Becky Something (interprétée par Elisabeth Moss) se rend dans les coulisses pour assister à une brève cérémonie avec son chaman personnel. Son humeur passe violemment de joyeuse à agressive alors que ses camarades de groupe, son ex-mari, son manager et un ancien collaborateur musical essaient tous de la guider dans ses choix : ils l'encouragent à enregistrer un nouvel album, signer pour une nouvelle tournée et offrir davantage de stabilité à son enfant. 
Dans la deuxième vignette, Something She est en studio plusieurs mois plus tard, essayant d'enregistrer le prochain album du groupe. Le batteur Ali van der Wolff (joué par Gayle Rankin) s'énerve et quitte les lieux, suivi de la bassiste Marielle Hell (Agyness Deyn), laissant leur manager Howard Goodman (Eric Stoltz) désemparé.
La troisième scène se déroule après qu'un groupe concurrent soit devenu célèbre. Becky chante en première partie, avec Ali de retour pour la soutenir. Elle se présente avec deux heures de retard, réprimandant son ex-mari Danny (Dan Stevens) et sa mère Ania (Virginia Madsen), qui sont les dernières personnes de sa vie encore disposées à supporter son égoïsme. 
Plusieurs années plus tard, Becky est sobre et sa fille Tama (Daisy Pugh-Weiss), maintenant une jeune fille, vient lui rendre visite. Alors que Dan la dépose, il donne à Becky des papiers pour certains des nombreux procès auxquels Becky est confrontée. Becky a de brefs moments de tendresse, mais sa pensée semble désordonnée : elle croit que quitter sa maison la tuera et que son amour pour sa fille la détruira ; elle raconte également un rêve d'une vie passée qui, selon elle, justifie sa cruauté et son égoïsme envers son ex. 
Dans la dernière pièce, 11 ans se sont écoulés depuis que Howard Goodman a signé pour la première fois avec Something She et quatre ans depuis qu'ils ont joué ensemble, mais ils se sont réunis pour interpréter une seule chanson lors d'un événement de vitrine qui présente tous les actes musicaux populaires de Howard. Becky semble nerveuse et doit compter sur tous les musiciens pour effectuer une séance avec elle avant de pouvoir rassembler son courage pour monter sur scène. 

## Fiche technique
- Titre original : Her Smell
- Réalisation : Alex Ross Perry
- Scénario :  Alex Ross Perry
- Décors : Fletcher Chancey
- Costumes : Amanda Ford
- Photographie : Sean Price Williams
- Montage : Robert Greene
- Musique : Keegan DeWitt
- Producteur : Matthew Perniciaro, Michael Sherman, Elisabeth Moss, Adam Piotrowicz et Alex Ross Perry
  - Producteur délégué : Christos V. Konstantakopoulos
- Sociétés de production : Bow and Arrow Entertainment
- Société de distribution : Potemkine Films
- Pays d'origine :  États-Unis
- Langue originale : anglais
- Format : couleur
- Genre : Drame
- Durée : 134 minutes
- Dates de sortie :
  -  Canada : 9 septembre 2018 (Toronto)
  -  États-Unis :
    - 29 septembre 2018 (New York)
    - 12 avril 2019 (en salles)

  -  France : 
    - 24 juin 2019 (Champs-Élysées Film Festival)
    - 17 juillet 2019 (en salles)

## Distribution
- Elisabeth Moss : Becky Something
- Cara Delevingne : Crassy Cassie
- Dan Stevens : Dirtbag Danny
- Agyness Deyn : Marielle Hell
- Gayle Rankin : Ali van der Wolff
- Ashley Benson : Roxie Rotten
- Virginia Madsen : Ania Adamczyk
- Eric Stoltz : Howard Goodman
- Amber Heard : Zelda E. Ziekal
- Dylan Gelula : Dottie O.Z.
- Eka Darville : Ya-Ema
- Lindsay Burdge : Lauren
- Hannah Gross : Tiffany
- Keith Poulson : Roy
- Alexis Krauss : Vivvy
- Craig Butta : Greg
- Daisy Pugh-Weiss : Tama

## Accueil

### Critiques
Le film obtient une note moyenne de 2.9 sur AlloCiné.
Pour Télérama, « De bout en bout, Elisabeth Moss (La Servante écarlate) est sidérante en monstre grunge, qui finit par jouer une musique douce au piano pour réapprendre à communiquer avec sa fille. » Enfin pour Première « Un regard complaisant sur sa comédienne poussée à en faire des tonnes, comme un exercice d’impro livré brut dans un film bien trop sage et conscient de lui-même pour aller vers l’expérimental. Cette roublardise rend le discours sur ces artistes qui se brûlent les ailes encore plus convenu. »